# Provincia de Fermo
La provincia de Fermo (en italiano: provincia di Fermo) es una provincia italiana instituida en una ley promulgada el 11 de junio de 2004, y es oficialmente reconocida como provincia de la región de Marcas del 1 de enero de 2009.
Esta provincia está formada por los siguientes 40 comuni (municipios). 